# Ferula tunetana
Ferula tunetana är en flockblommig växtart som beskrevs av Auguste Nicolas Pomel och Jules Aimé Battandier. Ferula tunetana ingår i släktet stinkflokesläktet, och familjen flockblommiga växter. Inga underarter finns listade i Catalogue of Life.

## Bildgalleri

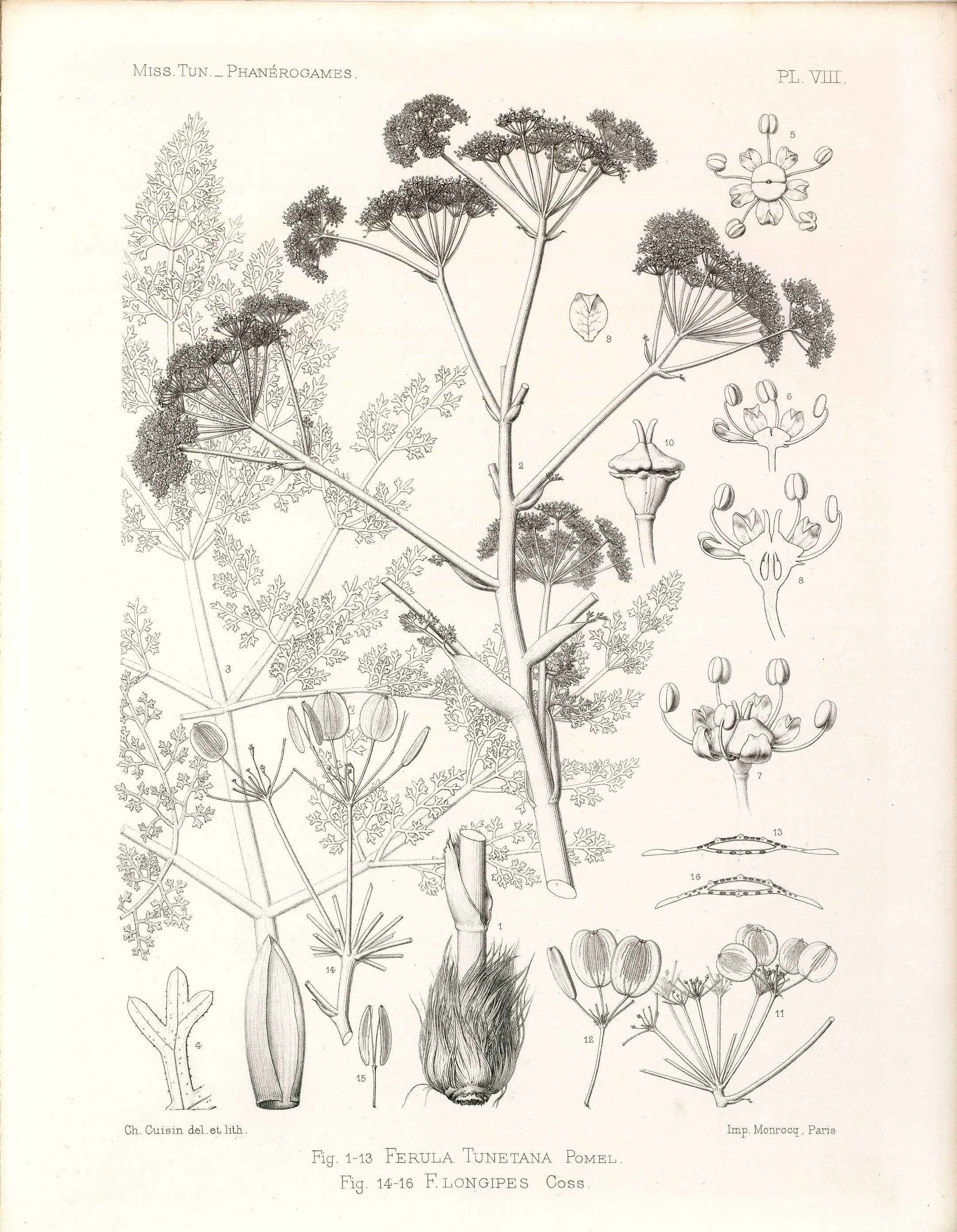